# Thamnium lemani
Thamnium lemani là một loài rêu trong họ Neckeraceae. Loài này được (Schnetzl.) J.J. Amann mô tả khoa học đầu tiên năm 1918.